# Juglans honorei
Juglans honorei là một loài thực vật có hoa trong họ Juglandaceae. Loài này được Dode mô tả khoa học đầu tiên năm 1909.